# فريبورت (مين)
فريبورت (بالإنجليزية: Freeport, Maine)‏ هي بلدة أمريكية تقع في الولايات المتحدة في مقاطعة كمبرلاند (مين). يقدر عدد سكانها بـ 7,879 نسمة ومساحتها 120.36 كم2 وترتفع عن سطح البحر 11 متر.

## التركيبة السكانية
قام مكتب تعداد الولايات المتحدة بتحديد بيانات التركيبة السكانية لفريبورت في تعداد الولايات المتحدة. في ما يلي، التركيبة السكانية حسب تعدادي 2000 و2010.

### تعداد عام 2000
بلغ عدد سكان فريبورت 7,800 نسمة بحسب تعداد عام 2000، وبلغ عدد الأسر 3,065 أسرة وعدد العائلات 2,151 عائلة مقيمة في البلدة. في حين سجلت الكثافة السكانية 224.8 نسمة لكل ميل مربع (86.8/كم2). وبلغ عدد الوحدات السكنية 3,276 وحدة بمتوسط كثافة قدره 94.4 نسمة لكل ميل مربع (36.4/كم2).
وتوزع التركيب العرقي للبلدة بنسبة 97.22% من البيض و 0.31% من الأمريكيين الأصليين و 1.04% من الأمريكيين ذوي الأصول الآسيوية و 0.04% من سكان جزر المحيط الهادئ و 0.42% من الأمريكيين الأفارقة و 0.64% من عرقين مختلطين أو أكثر.
بلغ عدد الأسر 3,065 أسرة كانت نسبة 34.7% منها لديها أطفال تحت سن الثامنة عشر تعيش معهم، وبلغت نسبة الأزواج القاطنين مع بعضهم البعض 57.5% من أصل المجموع الكلي للأسر، ونسبة 9.5% من الأسر كان لديها معيلات من الإناث دون وجود شريك، وكانت نسبة 29.8% من غير العائلات. تألفت نسبة 22.4% من أصل جميع الأسر من أفراد ونسبة 7.4% كانوا يعيش معهم شخص وحيد يبلغ من العمر 65 عاماً فما فوق. وبلغ متوسط حجم الأسرة المعيشية 2.93، أما متوسط حجم العائلات فبلغ 2.49.
بلغ العمر الوسطي للسكان 40 عاماً. وكانت نسبة 25.2% من القاطنين تحت سن الثامنة عشر، وكانت نسبة 5.0% بين الثامنة عشر والأربعة وعشرون عاماً، ونسبة 29.4% كانت واقعةً في الفئة العمرية ما بين الخامسة والعشرون حتى والأربعة وأربعون عاماً، ونسبة 27.6% كانت ما بين الخامسة والأربعون حتى الرابعة والستون، ونسبة 12.7% كانت ضمن فئة الخامسة والستون عاماً فما فوق. يوجد لكل 100 أنثى 94.5 ذكر، ويوجد لكل 100 أنثى في الثامنة عشر من عمرها فما فوق 89.9 ذكر.
بلغ متوسط دخل الأسرة في البلدة 52,023 دولار، أما متوسط دخل العائلة فبلغ 58,134 دولار. وكان متوسط دخل الذكور 41,703 دولار مقابل 27,490 دولار للإناث. وسجل دخل الفرد الخاص بالبلدة 27,724 دولار. وكانت نسبة 4.0% من العائلات ونسبة 5.9% من السكان تحت خط الفقر، وكان من هؤلاء نسبة 7.0% تحت سن الثامنة عشر ونسبة 10.4% في الخامسة والستين من العمر وما فوق.

## معرض صور

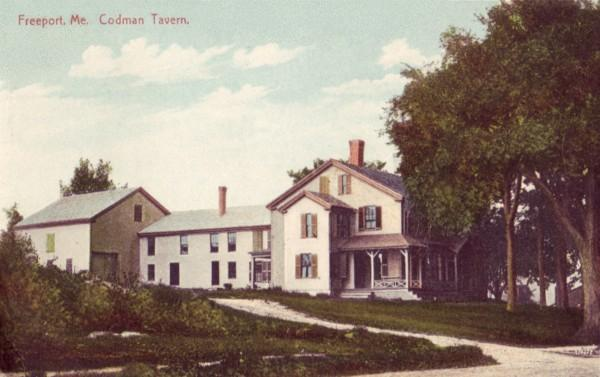
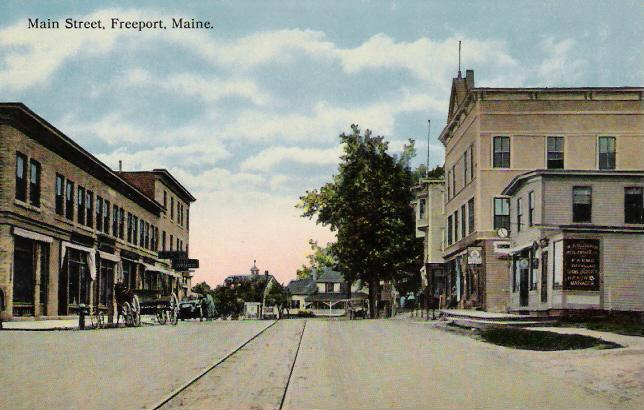
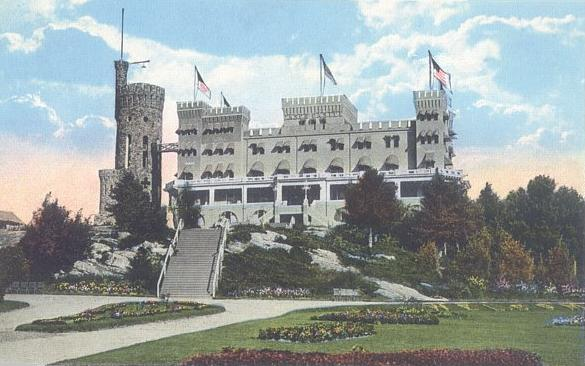

### تعداد عام 2010
بلغ عدد سكان فريبورت 7,879 نسمة بحسب تعداد عام 2010، وبلغ عدد الأسر 3,209 أسرة وعدد العائلات 2,173 عائلة مقيمة في البلدة. في حين سجلت الكثافة السكانية 227.1 نسمة لكل ميل مربع (87.7/كم2). وبلغ عدد الوحدات السكنية 3,690 وحدة بمتوسط كثافة قدره 106.3 لكل ميل مربع (41.0/كم2).
وتوزع التركيب العرقي للبلدة بنسبة 95.2% من البيض و 0.4% من الأمريكيين الأصليين و 2.3% من الأمريكيين ذوي الأصول الآسيوية و 0.6% من الأمريكيين الأفارقة و 1.4% من عرقين مختلطين أو أكثر.
بلغ عدد الأسر 3,209 أسرة كانت نسبة 32.6% منها لديها أطفال تحت سن الثامنة عشر تعيش معهم، وبلغت نسبة الأزواج القاطنين مع بعضهم البعض 55.8% من أصل المجموع الكلي للأسر، ونسبة 8.2% من الأسر كان لديها معيلات من الإناث دون وجود شريك، بينما كانت نسبة 3.7% من الأسر لديها معيلون من الذكور دون وجود شريكة وكانت نسبة 32.3% من غير العائلات. وبلغ متوسط حجم الأسرة المعيشية 2.89، أما متوسط حجم العائلات فبلغ 2.40.
بلغ العمر الوسطي للسكان 45 عاماً. وكانت نسبة 22.8% من القاطنين تحت سن الثامنة عشر، وكانت نسبة 5.3% بين الثامنة عشر والأربعة وعشرون عاماً، ونسبة 22% كانت واقعةً في الفئة العمرية ما بين الخامسة والعشرون حتى والأربعة وأربعون عاماً، ونسبة 34.7% كانت ما بين الخامسة والأربعون حتى الرابعة والستون، ونسبة 15.3% كانت ضمن فئة الخامسة والستون عاماً فما فوق. وتوزع التركيب الجنسي للسكان بنسبة 47.4% ذكور و52.6% إناث.